# Hydnocarpus cucurbitina
Hydnocarpus cucurbitina es una especie de planta herbácea perteneciente a la familia Achariaceae. Es endémica de Malasia. Se le trata en peligro de extinción por pérdida de hábitat. 

## Distribución
Se encuentra en la Península Malaya donde está protegida en el Parque nacional Taman Negara.

## Taxonomía
El género fue descrito por  George King y publicado en Journal of the Asiatic Society of Bengal. Part 2. Natural History. 59(2): 120. 1890